# Takehito Noda
Takehito Noda (野田健仁?, Noda Takehito; ...) è un ex giocatore di football americano giapponese che ha giocato come offensive tackle.